# Reuben Jones
Pour les articles homonymes, voir Jones.
Reuben (Ben) Jones, né le 19 octobre 1932 à Newport, Shropshire, et mort le 3 janvier 1990 à Melton Mowbray, Leicestershire, est un cavalier britannique.

## Carrière sportive
Reuben Jones participe aux jeux olympiques de Tokyo, en 1964, en concours complet par équipe et individuel. Cette épreuve associe dressage, cross et saut d'obstacles. L'équipe ne parvient pas à monter sur le podium et  Jones prend la neuvième place en individuel. Il est le premier sous-officier à concourir pour la Grande-Bretagne en sport équestre, aux Jeux Olympiques.
Aux Jeux olympiques de Mexico, en 1968, l'équipe de Grande-Bretagne, à laquelle appartient toujours Jones, prend sa revanche en s'imposant devant les États-Unis et l'Australie. Les coéquipiers de Jones sont Derek Allhusen (qui termine second en individuel derrière le Français Jean-Jacques Guyon), Jane Bullen et Richard Meade. Jones se classe cinquième de l'épreuve individuelle. Il remporte également les championnats d'Europe en 1967 et 1969 avec l'équipe britannique.

## Carrière militaire
Cavalier accompli dès son jeune âge, Reuben Jones rêve d'une carrière de jockey mais sa taille l'en empêche. Il rejoint l'armée dans le but de rester en contact avec les chevaux.
Il est d'abord sergent de la King's Troop, Royal Horse Artillery. En 1968, il est affecté au Royal Army Veterinary Corps. Il rejoint ensuite le General Service Corps, basé à Melton Mowbray. Après sa retraite, il reste dans le milieu équestre. La mort le surprend alors qu'il entraîne un jeune cheval.
À Newport, une rue est nommée « Ben Jones Avenue » en son honneur.